# Super Runabout

Super Runabout es un videojuego para Dreamcast de conducción en formato de misiones. Fue la primera versión para Dreamcast de la serie Runabout.
Apareció en Japón con el nombre Super Runabout. Poco después en Estados Unidos salió una versión actualizada llamada Super Runabout: San Francisco para la mejor comprensión y popularidad del título dentro del público americano.
En Europa el nombre de la versión PAL fue Super Runabout: The Golden State y finalmente en Japón volvió a aparecer con el nombre de Super Runabout: San Francisco (nombre de la versión actualizada).
La lista de vehícluos, todos inventados, era la siguiente, dividida en escenario A y escenario B.

## Escenario A
Estos eran coches alojados de las calles de San Francisco.
- 256GT
- A-C160
- PUMP
- VES
- RAM
- F500
- SGX-11
- BUS
- TYR
- F891
- NSR
- P405
- HAM
- TANK
- RSP
- PIGGIE

## Escenario B
Y estos eran los que te ponían en la piel de un policía de San Francisco.
- CHP1000
- SIR
- AST
- PATROL
- 345GT
- LIM
- TAC
- AMB
- 4WB
- CHV
- COMBOI
- BIM
- RAM
- HAM
- TANK
- BUS